# シベリア (小惑星)
シベリア (1094 Siberia) は、小惑星帯に位置する小惑星である。セルゲイ・ベリャフスキーがクリミア半島のシメイズ天文台で発見した。
シベリアに因んで名付けられた。

## フィクション
小惑星シベリアは、ジョン・ヴァーリィのSF小説 "Rolling Thunder" に登場する。作中では火星共和国の「脱走不可能な監獄」として描かれている。